# 王文治
王文治（1730年—1802年），字禹卿，號夢樓，江蘇丹徒（今鎮江市）人。清朝翰林、詩人、書法家。

## 生平
乾隆二十一年（1756年），出使琉球。
乾隆二十五年（1760年）探花，授翰林院編修，升侍讀，後又任雲南臨安府（今建水縣）知府，罷歸，遂絕意仕途，而與姚鼐等文人墨客交遊。

## 成就

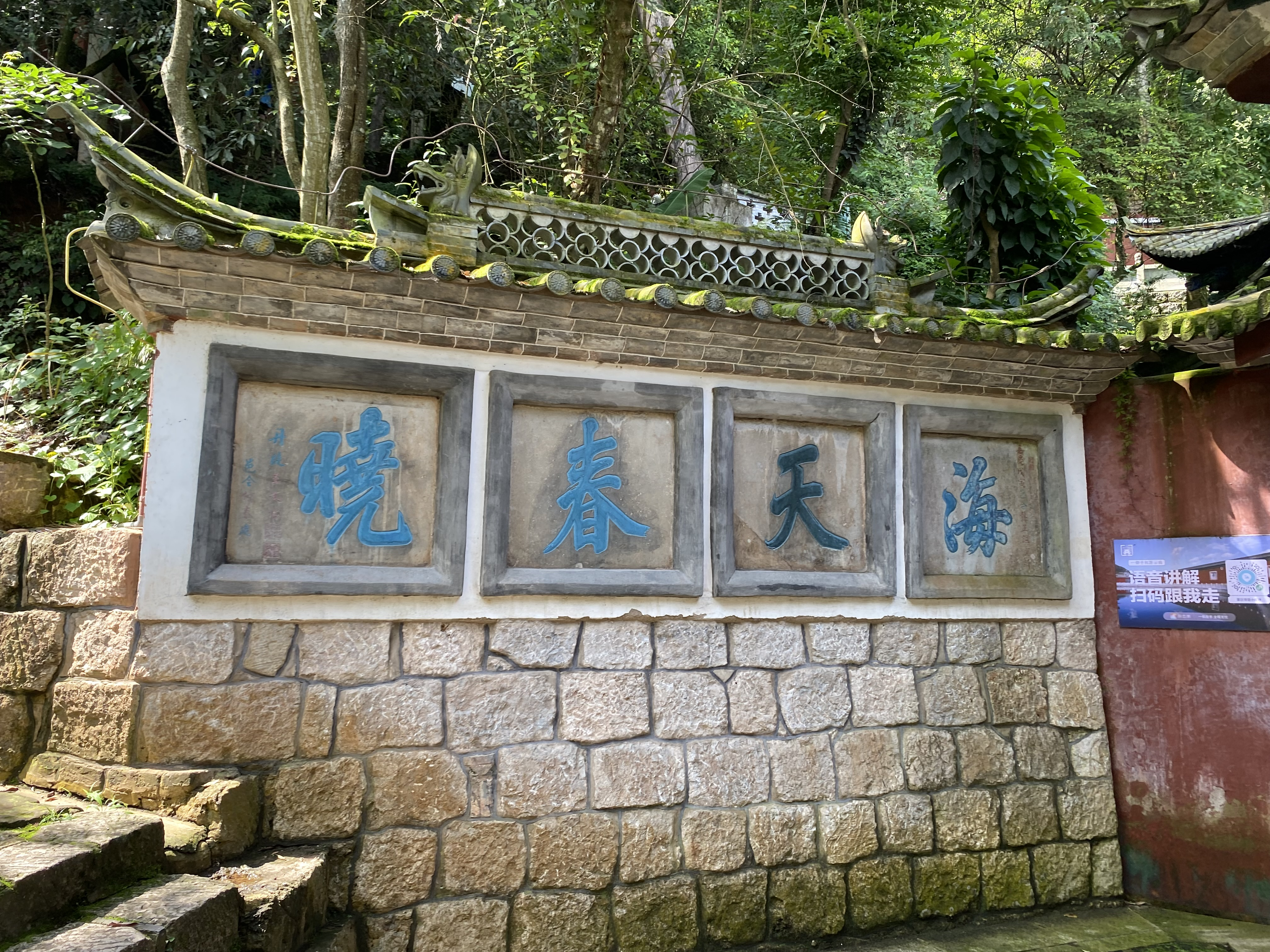
王文治任云南临安知府时，为通海秀山题字“海天春晓”

王文治工詩文，善書法，工書法，以行草尤擅勝場，能得董其昌神髓，時稱“淡墨探花”，“談墨翰林”。姚鼐《惜抱軒文集》說他努力習書，到達「遺得喪，忘寒暑，窮晝夜」的地步。與劉墉、翁方綱、梁同書齊名，合稱四大家，時諺稱：“天下三梁（梁同書、梁國治、梁詩正），不及江南一王。”中年以後篤信佛教，長年吃齋，“嘗自言：吾詩字皆禪理也”。著有《夢樓詩集》、《論書絕句三十首》等。

## 延伸阅读
[在维基数据编辑]
 《清史稿·卷503》，出自趙爾巽《清史稿》
 在维基共享资源阅览影像